# Kishtwar
Kishtwar là một thị xã và là nơi đặt ủy ban khu vực quy hoạch (notified area committee) của quận Doda thuộc bang Jammu và Kashmir, Ấn Độ.

## Địa lý
Kishtwar có vị trí 33°19′B 75°46′Đ / 33,32°B 75,77°Đ Nó có độ cao trung bình là 1638 mét (5374 feet).

## Nhân khẩu
Theo điều tra dân số năm 2001 của Ấn Độ, Kishtwar có dân số 15.806 người. Phái nam chiếm 61% tổng số dân và phái nữ chiếm 39%. Kishtwar có tỷ lệ 74% biết đọc biết viết, cao hơn tỷ lệ trung bình toàn quốc là 59,5%: tỷ lệ cho phái nam là 82%, và tỷ lệ cho phái nữ là 62%. Tại Kishtwar, 11% dân số nhỏ hơn 6 tuổi.